# Бартоломео Маранта

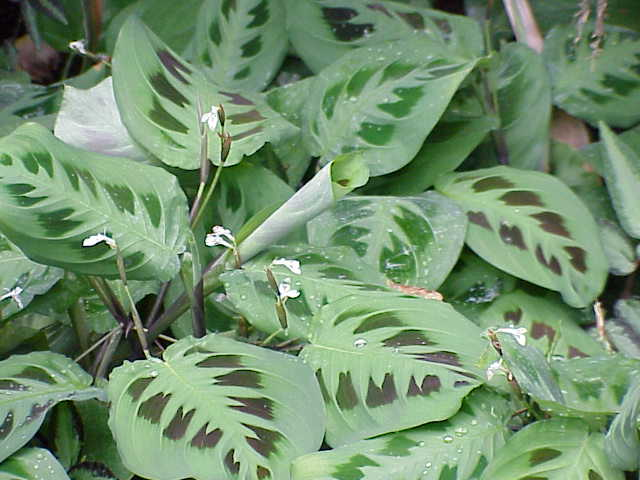
Маранта названа на честь Бартоломео Маранта

Бартоломео Маранта (1500 — 24 березня 1571) — італійський лікар, ботанік та теоретик літератури.
Родина багаторічних рослин Марантові названа на його честь. На його честь також названо вулицю у Римі.

## Біографія
Маранта народився у Венозі, у 1500 або у 1514 році, у родині адвоката. Закінчив навчання у Неаполі, близько 1550 він переїхав до Пізи, де став учнем ботаніка та лікара Лука Гіні.
З 1554 до 1556 року він працював у ботанічному саду Неаполя, заснованому Джаном Вінченцо Пінеллі, а близько 1568 року брав участь у створенні ботанічного саду в Римі.
Він був другом натураліста Уліссе Альдрованді, збереглося двадцять два листи з їх листування.  Маранта також був другом та суперником П'єтро Андреа Маттіолі. Вони сперечалися, хто з них буде наслідувати документи та гербарій Лука Гіні.  Бартоломео Маранта помер 24 березня 1571 року в місті Мольфетта.

## Медицина та ботаніка
Маранта був лікарем герцога Мантуї, а згодом кардинала Бранда Кастильоні. Він об'єднав свої інтереси у медицині та ботаніці у праці Methodi cognoscendorum simplicium (1559), в якій він систематизував ботанічну фармакологію за номенклатурою, видовою ідентифікацією та лікувальними властивостями ,
Серед найбільш відомих праць Маранти є його трактат про антидоти до отрут, Della theriaca et del Mithridate|mithridato, у двох томах (1572).